# Just like Gwen and Gavin
Just like Gwen and Gavin es el 121° episodio de la serie de televisión norteamericana Gilmore Girls, parte de su sexta temporada.

## Resumen del episodio
Taylor convoca a una reunión urgente a todo el pueblo desde Maine, a las 3 de la madrugada, para organizar el Festival de invierno, porque una nevada le impedirá volver a Stars Hollow, entonces Kirk queda como el encargado de la preparación del evento. Más tarde, Taylor afirma que piensa en Kirk como en un sucesor, pues alguna vez ya no estará; esto lo hace de vuelta al pueblo gracias a que finalmente pudo viajar, entonces aprovecha el tiempo para controlar casi clandestinamente el evento. Lorelai y Rory se ofrecen para participar con un número en el Festival, usando a su perro Paul Anka como un can que adivina el futuro, aunque el organizador no se fía del juego. 
Zach, sin novia y sin banda, se siente miserable y descubre que Lane está pasando el tiempo con un muchacho coreano de unos 30 años, sin embargo la Sra. Kim le explica que ese muchacho es tío de Lane, su propio hermano. 
En el diario de Yale, Paris hace sentir mal a todos, con su actitud, exigencias y órdenes. Más tarde, los reporteros se reúnen para hablar de esos problemas, y se lo hacen llegar a Rory, pero cuando esta se lo comenta a Paris, la editora se enfurece aún más y delata a su amiga. 
Logan intenta acercarse a Rory por medio de diversos regalos (flores, frutas frescas, donas, etc), y contratando a un joven con un carrito de café que la sigue todo el día. Finalmente, va en busca de Lorelai para que le dé una ayuda ante el hecho de que Rory no le habla; la madre lo hace mediante una carta, y Rory acepta dialogar luego con Logan.
Luke se da un tiempo para pasar la mañana con su hija April en un parque, y luego ella le pide visitarlo al restaurante el día siguiente. Luke intenta impedir esto por todos los medios pero termina cediendo ante la presión de la madre de la niña. Cuando se asegura que Lorelai no lo visitará decide de nuevo no contarle sobre la niña; sin embargo, Lorelai aparece repentinamente y descubre a la hija de Luke. Luego de la explicación, Lorelai acepta las disculpas y le dice a Luke que además pueden posponer la boda si es que él necesita más tiempo.

## Errores
- En este episodio, a diferencia del anterior, Rory abre todas las cerraduras de su apartamento con una sola llave.
- Maine tiene la misma hora que Connecticut, entonces ¿no sería muy raro que a las 3 a. m. los niños estén despiertos?
- Cuando Lane hace girar la ruleta de Paul Anka, el perro la detiene en el número 5. Pero momentos después, aparece en el número 20.
- Mientras Lorelai y Luke hablan de April fuera del restaurante, un hombre con su perro pasan dos veces.

- Datos: Q5408021